# Stephan Illésházy

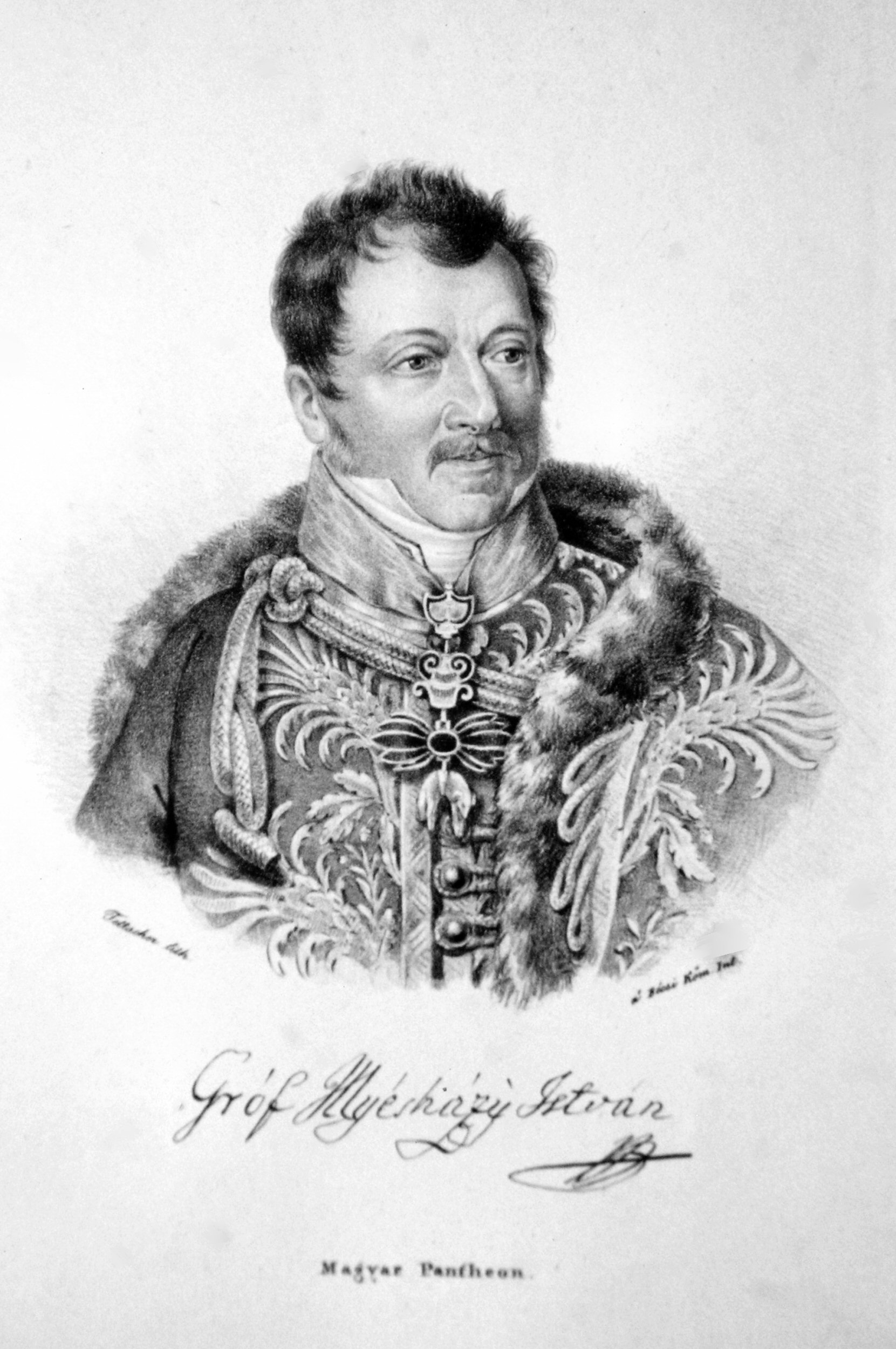
Stephan Illésházy mit dem Orden vom Goldenen Vlies

Stephan Graf Illésházy (* 30. April 1762 in Preßburg, Königreich Ungarn; † 30. Juli 1838 in Baden bei Wien, Kaisertum Österreich) war ein Großgrundbesitzer, Militär und Politiker.

## Abstammung und Herkunft
Das Geschlecht der Illésházys geht bis in die Zeit der ungarischen Landnahme zurück. Der Urahn der Familie ist in einem Geschlecht des Salamon von Estoras zu suchen, welcher auf der Großen Schüttinsel beheimatet war, dort große Besitzungen hatte und zu Beginn des 13. Jahrhunderts lebte. 1238 teilten sich zwei Söhne Peter und Elias den väterlichen Besitz. Und von ihnen stammen die beiden Linien Zerház und Illésházy ab. Im Jahre 1596 änderten die Herren von Zerház den Familiennamen auf Esterház (Esterházy) um.

## Leben
Stephan Illésházy war der einzige Sohn von János Baptista Illésházy (* 1736 in Preßburg, † 10. Mai 1799 in Dubnitz an der Waag) und dessen Ehefrau Szidónia Regina Batthyány von Német-Ujvár (* 7. Mai 1739 in Preßburg, † 26. Januar 1816 ebd.). Bis 1771 besuchte er die Grundschule in Tyrnau, danach studierte er Philosophie an der Universität von Buda und Rechtswissenschaften in Erlau.
1797 diente Illesházy als Major des Toma-Liptauer Regiments in der gegen Napoleon gerichteten ungarischen Insurrektion. Im Jahre 1784 beteiligte er sich – auf Weisung von Kaiser Joseph II. – an der Niederschlagung des Bauern-Aufstandes in Siebenbürgen. Nach dem Tode seines Vaters fiel ihm 1800 die erbliche Obergespanschaft der Komitate Liptau und Trentschin zu.
Nachdem er bereits seit 1790 Abgeordneter im Ungarischen Reichstag wurde, kletterte er die Karriereleiter rasch nach oben: 1792 k.k.Kämmerer, 1801 Geheimer Rat. Für seine Verdienste wurde er 1808 mit dem Orden vom Goldenen Vlies ausgezeichnet (Ordensritter Nr. 873).
Er erwarb sich große Verdienste bei dem Ausbau des Heilbades von Trentschin Teplitz, welches er der Öffentlichkeit zugänglich machte. 1820 ließ er den Familiensitz in Dubnitz an der Waag umbauen, das Schloss wurde um einen Flügel im klassizistischen Stil erweitert. Stephan Illésházy war auch karitativ tätig. Er ließ Neue Kirchenbauten in Banowitz, Kasza und Felsőszernye erbauen.

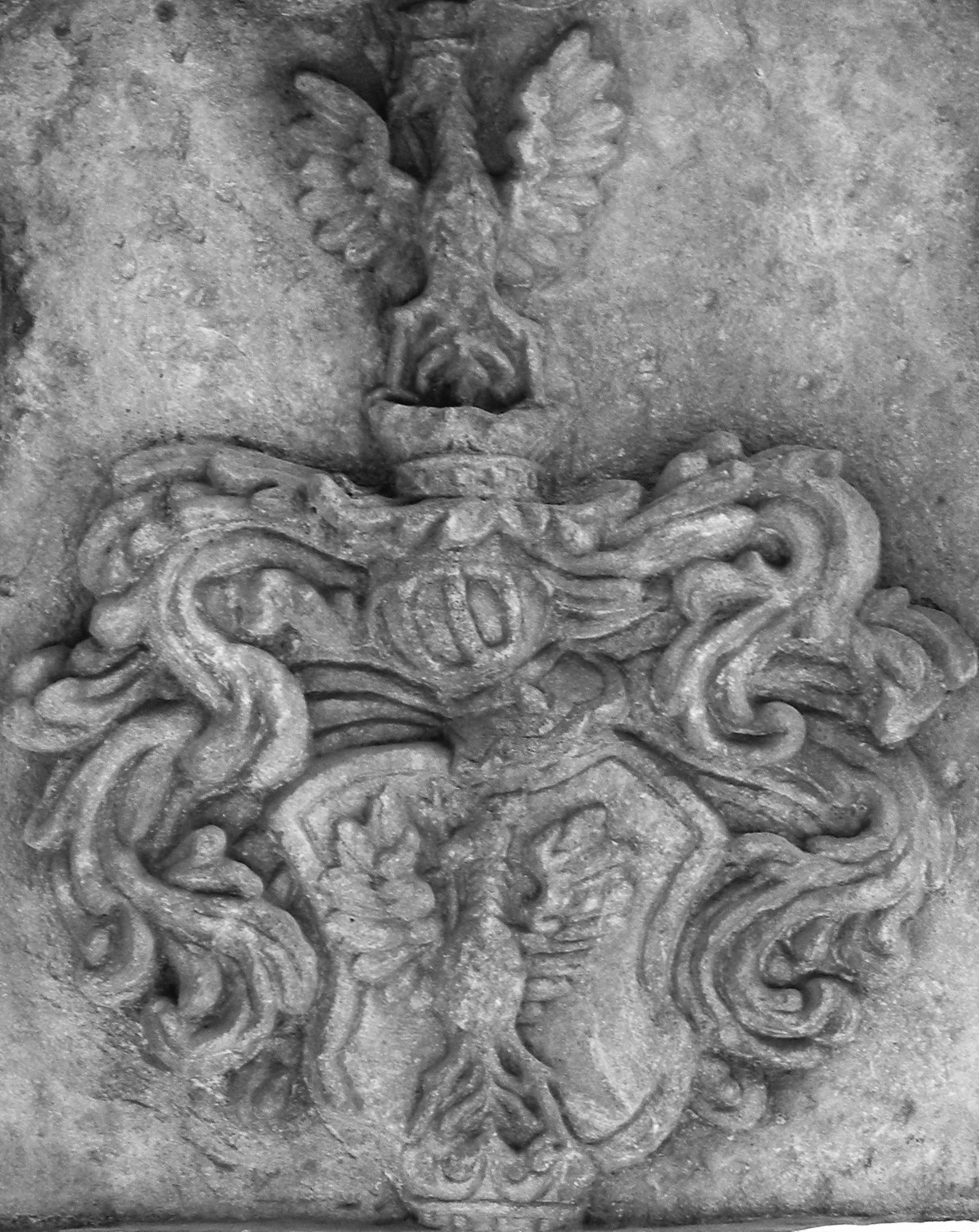
Wappen der Illésházys

Im Jahre 1825 war er Gründungsmitglied und Mäzen der Ungarischen Akademie der Wissenschaften, deren volle Mitgliedschaft er 1830 erlangte. Illésházy war auch publizistisch tätig, er beschäftigte sich hauptsächlich mir kirchenhistorischen und juristischen Arbeiten.
1786 heiratete er die Gräfin Therese Barkoczy de Szala (* 1766). Die Ehe blieb jedoch kinderlos. Da er im fortgeschrittenen Alter Gesundheitsprobleme hatte hielt er sich in den letzten Jahren seines Lebens in verschiedenen Heilbädern auf. Bei solch einem Badeaufenthalt starb er am 30. Juli 1838 in Baden bei Wien.
Da Stephan Illésházy keine legitimen männlichen Erben hervorbrachte starb das Geschlecht der Illésházyz in männlicher Linie aus.